# Résolution 249 du Conseil de sécurité des Nations unies
Membres permanents
- Chine (Taïwan)
- États-Unis
- France
- Royaume-Uni
- URSS

Membres non permanents
- Algérie
- Brésil
- Canada
- Danemark
- Éthiopie
- Hongrie
- Inde
- Pakistan
- Paraguay
- Sénégal

Résolution no 248 Résolution no 250
La Résolution 249 est une résolution du Conseil de sécurité de l'ONU votée le 18 avril 1968 concernant la république de Maurice et qui recommande à l'Assemblée générale des Nations unies d'admettre ce pays comme nouveau membre.

## Contexte historique
Après des périodes d'administrations hollandaise, française puis anglaise, l'indépendance est obtenue le 12 mars 1968 par le scrutin du 7 août 1967. Le pays reste depuis membre du Commonwealth des Nations, bien qu'il soit devenu une république le 12 mars 1992. (issu de l'article république de Maurice).
À la suite de cette résolution ce pays est admis à l'ONU le 24 avril 1968,.

## Texte
- Résolution 249 Sur fr.wikisource.org
- Résolution 249 Sur en.wikisource.org